# Писко сауэр
«Писко сауэр» (исп. Pisco sour) — коктейль сауэр, распространённый в Перу и Чили, считается южно-американской классикой. Название происходит от спиртного напитка писко, на основании которого делается коктейль, а термин «сауэр» указывает на кислый сок цитрусовых и подслащающие компоненты. Для смешивания перуанской версии коктейля писко сауэр в качестве основы используют перуанский писко, к которому добавляют сок лайма или лимона, сироп, пищевой лёд, яичный белок и ангостуру. Чилийская версия похожа, но в ней используется чилийский писко и лайм из Пики, не добавляются настойки и яичный белок. Среди других вариантов коктейля напитки, которые делаются из фруктов (в частности ананас) или растений, например, листья коки. Входит в число официальных коктейлей Международной ассоциации барменов (IBA), категория «Напитки новой эры».
Коктейль впервые приготовил в начале 1920-х годов американский бармен Виктор Вон Моррис в Лиме, Перу. Моррис покинул США в 1903 году и работал в Серро-де-Паско, городе в центральной части Перу. В 1916 году он открыл бар в Лиме, назвав его в свою честь, заведение быстро стало популярным среди богатых перуанцев и англоязычных иностранцев. Писко сауэр претерпел ряд изменений, современный рецепт коктейля создал во второй половине 1920-х годов Марио Бруигет, перуанский бармен, работавший в баре Морриса. Он добавил в напиток Ангостуру и яичные белки.
В Чили фольклорист Оресте Плат приписывал изобретение этого напитка Элиоту Стаббу, английскому стюарду корабля Sunshine. В 1872 году он, как утверждается, создал коктейль, смешав сок лайма, сироп и кубики льда. Это случилось в баре портового города Икике, который в то время был частью Перу. Несмотря на это, первоначальный источник, который цитировал Плат, приписывает Стуббу изобретение виски сауэр, а не писко сауэр. Самое старое из известных упоминаний о писко сауэр — в журнале 1921 года — называет изобретателем Морриса, об этом же гласит реклама бара Морриса, опубликованная в 1924 году в газете из порта Вальпараисо, Чили.
И Чили, и Перу считают писко сауэр своим национальным напитком, и каждая сторона заявляет свои права на основной ингредиент — писко, следовательно, писко сауэр стал важной и часто обсуждаемой темой латиноамериканской поп-культуры. Два вида писко и две вариации в стиле приготовления писко сауэр отличаются вкусами. В Перу отмечают ежегодный государственный праздник в честь коктейля в первую субботу февраля.

## Название
Термином «сауэр» обозначают кислые смешанные напитки, содержащие базовый крепкий алкоголь (бурбон или виски), сок лимона или лайма, а также подсластитель. Писко — главный компонент, используемый в коктейле. Название этого алкогольного напитка произошло от перуанского порта Писко. В книге «Латинская Америка и Карибы» историк Олвин Блауэт и политический географ Брайан Блауэт описывают развитие виноградников в раннем колониальном Перу, и как во второй половине XVI века за счёт спроса со стороны растущих горных поселений в Андах сформировался местный рынок алкогольных напитков. Последующий спрос на более крепкие напитки подтолкнул Писко и соседний город Ика к началу гонки за тем, «чтобы превратить вино в бренди», продукт получил название порта, где производился и откуда экспортировался.

## История

### Предыстория изобретения
Первый виноград появился в Перу вскоре после испанского завоевания инков в XVI веке. Испанские хронисты того времени отмечают, что виноделие в Южной Америке зародилось в асьенде Маркахуаси, Куско. Самые крупные и известные виноградники Америки XVI и XVII века были разбиты в долине Ика (южная и центральная часть Перу). В 1540-х годах Бартоломе де Террасас и Франсиско де Карабантес разбили виноградники в Перу. Карабантес также посадил виноградники в Ике, откуда испанцы из Андалусии и Эстремадуры привезли виноград в Чили.
Уже в XVI веке испанские поселенцы в Чили и Перу начали производить агуардиенте, перегнанный из ферментированного винограда. По крайней мере с 1764 года перуанский агуардиенте называли «писко» по названию порта отгрузки; использование названия «писко» для агуардиенте затем распространилось в Чили. Право производить и продавать писко является предметом продолжительных споров между Перу и Чили.
По словам историка Лусиано Реворедо, писко с лимоном готовили ещё в XVIII веке. Он основывает своё утверждение на источнике, найденном в газете Mercurio Peruano, где детализируется запрет агуардиенте на Плаза де Торос де Ачо, старейшей арене для корриды в Америке. В то время напиток назывался «пунче» («пунш») и продавался рабами. Реворедо далее утверждает, что этот напиток был предшественником калифорнийского писко-пунша, изобретённого Дунканом Николом в баре Bank Exchange в Сан-Франциско (Калифорния). Рецепт пунша на основе писко с яичными белками был обнаружен исследователем Нико Верой в перуанской поваренной книге 1903 года Manual de Cocina a la Criolla. Следовательно, по словам кулинарного эксперта Дуггана Макдоннелла, «вполне возможно, что „коктейль“, который стал известен как писко сауэр [...] уже готовили в течение некоторого времени в Лиме, прежде чем он попал в поваренную книгу».

### Происхождение
Писко сауэр был изобретён в Лиме, Перу. Его создатель — бармен Виктор Вон Моррис, американец, который переехал в Перу в 1904 году, чтобы работать в железнодорожной компании в Серро-де-Паско. Моррис переехал в Лиму в 1915 году, а год спустя открыл бар, который стал популярным как у местного высшего общества, так и среди англоязычных иностранцев. Чилийский историк Гонсало Виаль Корреа тоже приписывает изобретение писко сауэр «гринго» Моррису из перуанского Morris Bar, но называет его Уильямом. Моррис часто экспериментировал с новыми напитками, а также разработал писко сауэр как разновидность виски сауэр.
Существует некоторое расхождение относительно точной даты, когда Моррис создал популярный коктейль. Миксолог Дейл Дегрофф утверждает, что напиток был изобретён в 1915 году, но другие источники гласят, что это произошло в 1920 году. Чилийская интернет-газета El Mercurio Online утверждает со ссылкой на историков, что напиток изобрели в 1922 году: «в один из вечеров Моррис удивил своих друзей новым напитком, который назвал писко сауэр — смесью, основанной на перуанском писко и американском сауэре».
Первоначально по своему составу писко сауэр был простым коктейлем. По словам перуанского исследователя Гильермо Торо-Лира, «принято считать, что это была грубая смесь писко с соком лайма и сахаром, каким был виски сауэр тех дней». Со временем рецепт коктейля продолжал совершенствоваться, и барные книги отзывов показывают, что клиенты отмечали непрерывно улучшающийся вкус напитка. Современный перуанский вариант рецепта разработал Марио Бруигет, перуанец из Чинча-Альта, который был учеником Морриса с 16 июля 1924 года. Бруигет добавил в рецепт ангостуру и яичные белки. Журналист Эрика Дьюси писала, что нововведение Бруигета добавило коктейлю «шелковистую текстуру и пенистую шапку».
Моррис использовал рекламные объявления, чтобы популяризировать свой бар и напиток. Самое старое известное упоминание о писко сауэр появилось в сентябре 1920 года в перуанском журнале Hogar. Другая реклама появилась 22 апреля 1921 года в перуанском журнале Mundial. В журнале писко сауэр не только описан в виде напитка белого цвета, но и сообщается, что его изобретателем является «мистер Моррис». Позднее, в 1924 году, друг Морриса Нельсон Раунсвелл прорекламировал бар и напиток в Вальпараисо (Чили). Реклама печаталась в местной газете South Pacific Mail, принадлежавшей Раунсвеллу. К 1927 году бар Морриса приобрёл широкую известность благодаря своим коктейлям, в частности писко сауэр. Брэд Томас Парсонс писал, что «журнал записей Morris Bar был заполнен высокой похвалой от посетителей, которые восторженно отзывались о фирменном напитке».
Со временем конкуренция со стороны близлежащих баров и ухудшение состояния здоровья Виктора Морриса привели к снижению популярности и закрытию его предприятия. За это время в связи с ухудшением здоровья Моррис передал большую часть работы по приготовлению напитков своим сотрудникам. Помимо этого, неподалёку, в Hotel Bolivar и Hotel Lima Country Club, открылись бары, которые переманивали клиентуру у заведения Морриса. Кроме того, как пишет Торо-Лира, Моррис обвинял четырёх своих бывших барменов в краже интеллектуальной собственности после того, как они вышли на работу в одном из этих конкурирующих учреждений. В 1929 году Моррис объявил добровольное банкротство и закрыл свой бар. Несколько месяцев спустя, 11 июня, Виктор Вон Моррис умер от цирроза печени.

### Распространение
Историк Луис Альберто Санчес писал, что после того, как Моррис закрыл свой бар, некоторые из его барменов уехали работать в другие места. Бруигет начал работать барменом в близлежащем Grand Hotel Maury, где продолжил подавать писко сауэр по своему рецепту. Благодаря успеху напитка Бруигета жители Лимы стали считать этот отель местом создания писко сауэр. Другие бывшие ученики Морриса, находя новую работу, тоже распространяли рецепт писко сауэр. В 1930-е годы напиток появился в Калифорнии, в том числе в барах Сан-Франциско. Не позже конца 1960-х годов коктейль появился также в Нью-Йорке.
Беатрис Хименес, журналист испанской газеты El Mundo, указывает на то, что ещё в 1940-х годах фешенебельные отели Лимы позиционировали писко сауэр как свою собственность. В течение 1940-х и 1950-х годов нефтяной бум привлёк к Перу внимание иностранцев. Среди посетителей Лимы были известные голливудские актёры, которые восхищались писко сауэр. Хименес пересказывает легенды о том, как Ава Гарднер, выпив слишком много писко сауэр, танцевала босиком в баре в компании Джона Уэйна. Эрнест Хемингуэй и Орсон Уэллс, как утверждается, тоже были большими поклонниками «того перуанского напитка», как они его называли.
В 1984 году боливийский журналист Тед Кордова Клауре писал, что Hotel Bolívar представляет собой памятник декадансу перуанской олигархии. Он отметил отель как родной дом писко сауэр и рекомендовал его в качестве одного из лучших отелей в Лиме. В настоящее время Hotel Bolivar продолжает предлагать коктейль в баре El Bolivarcito, а Country Club Lima Hotel предлагает напиток в своём «английском баре».

### Спор о национальной принадлежности
По мнению большинства историков, изобретателем коктейля был Виктор Вон Моррис. Несмотря на это, существует продолжающийся спор между Чили и Перу по поводу происхождения писко сауэр. В Чили местная городская легенда 1980-х годов приписывает изобретение писко сауэр Эллиоту Стаббу, английскому стюарду парусного судна Sunshine. Распространению легенды способствовал Чилийский фольклорист и историк Оресте Плат. Он писал, ссылаясь на перуанскую газету El Comercio de Iquique, что в 1872 году уволившийся с корабля Стабб открыл бар в порту Икике (на той момент принадлежавшем Перу, а во время Второй тихоокеанской войны занятом войсками Чили и аннексированном этой страной в 1883 году) и изобрёл писко сауэр, экспериментируя с напитками.
Однако исследователь Торо-Лира утверждает, что легенда была опровергнута после того, как он обнаружил El Comercio de Iquique фактически со ссылкой на изобретение виски сауэр. Это утверждение дополнительно проверили в Университете Куйо (Аргентина), который в 1962 году опубликовал историю Эллиота Стабба и тот факт, что он якобы создал виски сауэр в Икике. Статья цитирует слова Стабба: «С этого момента […] это будет мой боевой напиток, мой любимый напиток, и он будет называться Виски Сауэр».

## Приготовление и варианты
Существует три различных метода приготовления писко сауэр. Перуанский писко сауэр делается путём смешивания перуанского писко с соком лайма, сиропом, яичным белком, ангостурой (для цвета) и кубиками льда. Для чилийского коктейля смешивают чилийский писко с соком лайма из Пики, сахарной пудрой и кубиками льда. Дэниэл Джоэлсон, ресторанный критик и писатель, утверждает, что главное различие между обеими версиями писко сауэр в том, что перуанцы обычно добавляют яичные белки, а чилийцы нет. Вариант Международной ассоциации барменов, которая включила писко сауэр в список своих «Напитков новой эры», похож на перуанскую версию, но с той разницей, что используется лимонный сок вместо сока лайма, и не делается различия между двумя типами писко.
Значительно отличаются писко, используемые в коктейлях. По словам эксперта по вину и пище Марка Спивака, разница связана с тем, как производятся эти напитки; в то время как чилийский писко производится массово, перуанский вариант выпускается небольшими партиями. Историк коктейлей Эндрю Борер при сравнении обращает внимание на вкус, утверждая, что в Перу писко делается в перегонном кубе, перегоняется до установленной крепости и не подвергается выдерживанию, что делает его похожим на граппу. В Чили писко дистиллируется в ректификационной колонне и выдерживается в деревянных ёмкостях, на выходе давая продукт, похожий на очень лёгкий коньяк. Чилийский энолог Патрисио Тапия добавляет, что в то время как чилийские производители писко обычно смешивают виноградную массу, у перуанских есть определённые типы писко, которые используют ароматические свойства конкретных сортов винограда, таких как Жёлтый мускат и Италия. По словам Тапии, по этой причине перуанские производители писко указывают на бутылках год урожая, а чилийские этого не делают.
Существуют различные вариации писко сауэр в Перу, Боливии и Чили. В Перу есть варианты коктейля с использованием фруктов, таких как маракуйя, физалис и яблоки, или традиционных ингредиентов, таких как листья коки. В Чили есть следующие варианты: аджи сауэр (с острым зелёным перцем чили), манго сауэр (с соком манго) и сауэр де кампо (с имбирём и мёдом). В Боливии делают вариант юнкеньо (от названия региона Юнгас), используя вместо лайма апельсиновый сок.
Среди коктейлей, похожих на писко сауэр, — чилийский пискола и перуанский альгарробина. Пискола делается путём смешивания писко с колой. Коктейль альгарробина делается из писко, сгущённого молока и сока из перуанского дерева альгарроба. Другой подобный коктейль из США — калифорнийский писко-пунш, по рецепту делавшийся из перуанского писко, ананасов и лимона20102012.

## Популярность
Дагган Макдоннелл называет писко сауэр «самым элегантным коктейлем в Латинской Америке, пенистым, сбалансированным, ярким». По словам Макдоннелла, «это лучший коктейль с яичными белками, и большинство людей его просто обожает» Австралийская журналистка Кейт Шнайдер писала, что в честь писко сауэр создана страница Facebook с более чем 600 000 лайков. По словам чилийского предпринимателя Роландо Инричса Оярсе, который владеет рестораном-баром в Испании, писко сауэр, как и другой коктейль, севиче, завоевал международную известность. В 2003 году в Перу учредили Национальный день писко сауэр (Кейт Шнайдер называет его Международным днём писко сауэр), официальный государственный праздник, который отмечается в первую субботу февраля.
Во время встречи экономических лидеров АТЭС Перу 2008 хозяева форума с широким успехом рекламировали свой писко сауэр. Коктейль, как сообщается, пользовался наибольшим успехом из всех напитков у посетителей, в основном руководителей, бизнесменов и делегатов. Американский шеф-повар Энтони Бурден привлёк внимание к писко сауэр в одном из эпизодов своей программы No Reservations на Travel Channel. Он пил этот коктейль в Вальпараисо (Чили) и сказал: «Он хорош, но … в следующий раз я возьму пива». Radio Programas del Perú сообщило со ссылкой на Хорхе Лопеса Сотомайора (чилиец, режиссёр эпизода и партнёр Бурдена), что Бурден назвал писко сауэр из Вальпараисо скучным и никчемным. Лопес добавил, что Бурден недавно прибыл из Перу, где выпил несколько писко сауэр, которые, по его мнению, на вкус лучше, чем чилийская версия.
В 2010 году мексиканский певец Алекс Синтек написал в Twitter, что писко сауэр — чилийский коктейль. Когда это заявление вызвало критические комментарии, Синтек извинился и сказал, что пошутил. 17 ноября 2009 года мексиканский телеведущий и комик Адаль Рамонес также пошутил по поводу писко сауэр со ссылкой на в связи с разворачивавшимся в это время между Чили и Перу шпионским скандалом. Рамонес, поклонник перуанского писко, на вопрос о том, что могло быть объектом чилийского шпионажа в Перу, выдвинул версию, что чилийцы охотились за способом приготовления писко сауэр.

## Комментарии
1. ↑  Несмотря на то, что писко сауэр является основным знаковым коктейлем вдоль тихоокеанского побережья Перу и Чили, Кейси называет его «классический напиток Южной Америки», Бовис говорит, что это «коктейль — визитная карточка Южной Америки»[1][2].
2. ↑  Перу считает, что название «писко» должно быть исключительным наименованием места происхождения товара, а именно агуардиенте, который производится в специально отведённых районах в пределах территории страны. Чили также имеет определённые районы производства писко в пределах своей территории, но отстаивает исключительность напитка под названием «писко Чили»[9].
3. ↑  В колониальной Чили слово «писко» в основном использовалось в низших слоях общества и редко употреблялось в речи высшего класса той эпохи[18].
4. ↑  Праздник был первоначально учреждён на 8 февраля[52]. Однако позже чилийские производители писко стали отмечать негосударственный праздник — День писколы — также 8 февраля[53][54]. Перу ответило, перенеся дату празднования Дня писко на первую субботу февраля[52].